# Grande Prêmio dos Estados Unidos de 1964
Resultados do Grande Prêmio dos Estados Unidos de Fórmula 1 realizado em Watkins Glen em 4 de outubro de 1964. Nona etapa do campeonato, foi vencido pelo britânico Graham Hill, da BRM.

## Resumo
Para essa prova e do México, os carros de Enzo Ferrari estampavam a cor azul e branca, as cores da North American Racing Team (NART), time americano de seu amigo Luigi Chinetti e não o vermelho. Explica-se: em 1964, Commendatore estava em conflito com a Federação Italiana, que não queria homologar o modelo esporte 250LM.

## Classificação da prova
| Pos. | Nº | Piloto                | Construtor     | Voltas | Tempo/Diferença        | Grid | Pontos |
| ---- | -- | --------------------- | -------------- | ------ | ---------------------- | ---- | ------ |
| 1    | 3  | Graham Hill           | BRM            | 110    | 2:16:38.0              | 4    | 9      |
| 2    | 7  | John Surtees          | Ferrari        | 110    | + 30.5                 | 2    | 6      |
| 3    | 22 | Jo Siffert            | Brabham-BRM    | 109    | + 1 volta              | 12   | 4      |
| 4    | 4  | Richie Ginther        | BRM            | 107    | + 3 voltas             | 13   | 3      |
| 5    | 17 | Walt Hansgen          | Lotus-Climax   | 107    | + 3 voltas             | 17   | 2      |
| 6    | 12 | Trevor Taylor         | BRP-BRM        | 106    | + 4 voltas             | 15   | 1      |
| 7    | 2  | Mike Spence Jim Clark | Lotus-Climax   | 102    | Pane seca              | 6    |        |
| 8    | 14 | Mike Hailwood         | Lotus-BRM      | 101    | Tubo de óleo           | 16   |        |
| Ret  | 6  | Dan Gurney            | Brabham-Climax | 69     | Pressão de óleo        | 3    |        |
| NC   | 23 | Hap Sharp             | Brabham-BRM    | 65     | + 35 voltas            | 18   |        |
| Ret  | 8  | Lorenzo Bandini       | Ferrari        | 58     | Motor                  | 8    |        |
| Ret  | 1  | Jim Clark Mike Spence | Lotus-Climax   | 54     | Injeção de combustível | 1    |        |
| Ret  | 25 | Ronnie Bucknum        | Honda          | 50     | Motor                  | 14   |        |
| Ret  | 15 | Chris Amon            | Lotus-BRM      | 47     | Starter                | 11   |        |
| Ret  | 16 | Jo Bonnier            | Brabham-Climax | 37     | Eixo traseiro          | 9    |        |
| Ret  | 9  | Bruce McLaren         | Cooper-Climax  | 27     | Motor                  | 5    |        |
| Ret  | 5  | Jack Brabham          | Brabham-Climax | 14     | Motor                  | 7    |        |
| Ret  | 10 | Phil Hill             | Cooper-Climax  | 4      | Ignição                | 19   |        |
| Ret  | 11 | Innes Ireland         | BRP-BRM        | 2      | Câmbio                 | 10   |        |

## Tabela do campeonato após a corrida
|        | Pos. | Piloto          | Pontos  |
| ------ | ---- | --------------- | ------- |
|        | 1    | Graham Hill     | 39 (41) |
| 1      | 2    | John Surtees    | 34      |
| 1      | 3    | Jim Clark       | 30      |
|        | 4    | Richie Ginther  | 23      |
|        | 5    | Lorenzo Bandini | 19      |
| Fonte: |      |                 |         |

|        | Pos. | Construtor     | Pontos  |
| ------ | ---- | -------------- | ------- |
|        | 1    | Ferrari        | 43      |
|        | 2    | BRM            | 42 (51) |
|        | 3    | Lotus-Climax   | 36 (37) |
|        | 4    | Brabham-Climax | 21      |
|        | 5    | Cooper-Climax  | 16      |
| Fonte: |      |                |         |

- Nota: Somente as primeiras cinco posições estão listadas. Apenas os seis melhores resultados, dentre pilotos ou equipes, eram computados visando o título. Neste ponto esclarecemos: na tabela dos construtores figurava somente o melhor colocado dentre os carros de um time.